# World in Conflict
World in Conflict (oft als WiC abgekürzt) ist ein von Massive Entertainment entwickeltes und von Sierra Entertainment veröffentlichtes Echtzeit-Strategiespiel für Windows. Es erschien nach knapp dreijähriger Entwicklungszeit am 18. September 2007 in Nordamerika und in den folgenden Tagen in Europa und Australien.
Das Spiel ist in der Zeit des Kalten Kriegs angesiedelt. Die Spielhandlung erzählt in einer aus 14 Missionen bestehenden Kampagne die Geschichte eines fiktiven Angriffs der UdSSR auf die NATO im Jahr 1989. Dominierendes Element des Spiels ist der Mehrspieler-Modus, bei dem die Spieler einzelne Gefechte des Krieges gegeneinander spielen können. World in Conflict grenzt sich von anderen Echtzeit-Strategiespielen vor allem dadurch ab, dass es zugunsten eines besonders detailreichen Kampfsystems auf die genretypischen Elemente Basisbau und Ressourcensammeln verzichtet.
World in Conflict erhielt von der Fachpresse sehr gute Bewertungen. Führende Magazine lobten den actionreichen Spielfluss, die hohe Qualität der Grafik und die einfache Konfiguration und Verwaltung von Mehrspieler-Partien. Offizielle Verkaufszahlen wurden nicht veröffentlicht, Vertreter von Massive Entertainment kommentierten die Entwicklung der Verkaufszahlen allerdings mehrfach positiv.
2009 erschien unter dem Titel Soviet Assault ein Add-on, das Teile der Kampagne des Hauptspiels aus der Perspektive der Roten Armee erzählt. Der Erweiterung ging eine schwierige Entwicklungsphase voraus, die durch die Auflösung von Sierra Entertainment und den Verkauf des Studios an den französischen Konzern Ubisoft gekennzeichnet war.

## Handlung
World in Conflict spielt in den 1980er-Jahren. Die Sowjetunion leidet unter den Auswirkungen des kommunistischen Systems und steht kurz vor dem Zusammenbruch. Dennoch verfügt sie über eine große Streitmacht. Als Ursache für ihre Probleme macht sie die NATO, besonders die USA, verantwortlich. Dadurch verschlechtern sich die Beziehungen der beiden Machtblöcke deutlich. Im November 1989 führt die UdSSR schließlich einen Überraschungsangriff auf die NATO-Staaten in Europa, der von Ost-Berlin ausgeht. Nach dem Sieg über die dort stationierten Amerikaner gelingt es den Sowjets, weite Teile Europas zu erobern.
In diesem Konflikt übernimmt der Spieler die Rolle des amerikanischen Offiziers Parker. Unter seinem Vorgesetzten, Colonel Sawyer, nimmt er an verschiedenen Einsätzen in Europa und Amerika teil. Zur Verfügung steht ihm dabei eine große Bandbreite von Einheiten, die je nach Einsatzort variiert. Bei den Einsätzen arbeitet er oft mit Captain Bannon, dem impulsiven Chef einer Panzerkompanie, zusammen.
Seinen ersten Einsatz, der in einer Rückblende erzählt wird, hat Parker in der Nähe von Marseille in Südfrankreich. Dort kämpft er an der Seite eines französischen Bataillons und wehrt mit Mühe einen Angriff der Sowjets ab. Anschließend wird er nach Norwegen entsandt, um ein abgestürztes Aufklärungsflugzeug der USA zu sichern. Trotz schwerem Ansturm der Russen gelingt es dem Einsatzteam, mithilfe norwegischer Späherdivisionen die Stellung solange zu halten, bis amerikanische Saboteure das Flugzeug, das nicht mehr geborgen werden kann, zerstören. Da die sowjetische Übermacht allerdings zu groß ist, sind die NATO-Kräfte letztlich zum Rückzug gezwungen. Dabei führen sie einen Angriff auf einen Hafen der Sowjets aus, bei dem sie versuchen, einige feindliche Atom-U-Boote der Typhoon-Klasse zu versenken. Dies gelingt nur zum Teil, da durch einen Fehler Bannons ein Boot fliehen kann.
Da das amerikanische Militär bei dem Angriff in Erfahrung gebracht hat, dass die Russen eine Landung an der Ostküste planen, wird Parker mit seinen Einheiten dorthin geschickt. Die sowjetische Landung erfolgt in der Nähe von New York. Dabei erbeuten die Angreifer zunächst zahlreiche Abrams-Kampfpanzer und weiteres Kriegsgerät. Den Amerikanern gelingt zwar der Sieg, allerdings führt die UdSSR in den folgenden Wochen einen weiteren Angriff, diesmal an der Westküste bei Seattle.
Diesem Angriff können die vereinzelten Garnisonseinheiten unter dem Kommando von Parker und Bannon nicht standhalten, sodass sie zur Evakuierung der Stadt und anschließend zum Rückzug gezwungen sind. Den Sowjets gelingt es, die Stadt zu besetzen und weite Teile der Westküste zu erobern. Parkers Einheit flieht nach Süden und verwickelt die Russen in ein Gefecht, was ihren Vormarsch verlangsamt.
Primäres Ziel der Invasoren ist der Stützpunkt der Strategic Defense Initiative. Die Sowjets erachten dieses Projekt als größte Gefahr für ihr Land, wissen aber nicht, dass es bislang keine vorzeigbaren Ergebnisse besitzt. Daher versucht Parkers Einheit die Angreifer solange wie möglich von dem Stützpunkt Fort Teller fernzuhalten. Nach mehreren Kämpfen erreichen die Truppen die Kleinstadt Cascade Falls, die von einem russischen Spähtrupp besetzt wurde. Parker und Bannon gelingt es die Stadt einzunehmen, zu befestigen und kleinere sowjetische Attacken abzuwehren. Als die numerisch weit überlegene sowjetische Hauptstreitmacht am Schlachtort eintrifft, bricht die Defensivstellung der Amerikaner allerdings zusammen. Daraufhin ziehen sich die Amerikaner aus der Ortschaft zurück und fordern einen Atomschlag an. Bei der Atomexplosion werden Cascade Falls, Bannons Einheit, die als Köder in der Stadt geblieben ist, sowie ein Großteil der sowjetischen Armee ausgelöscht.

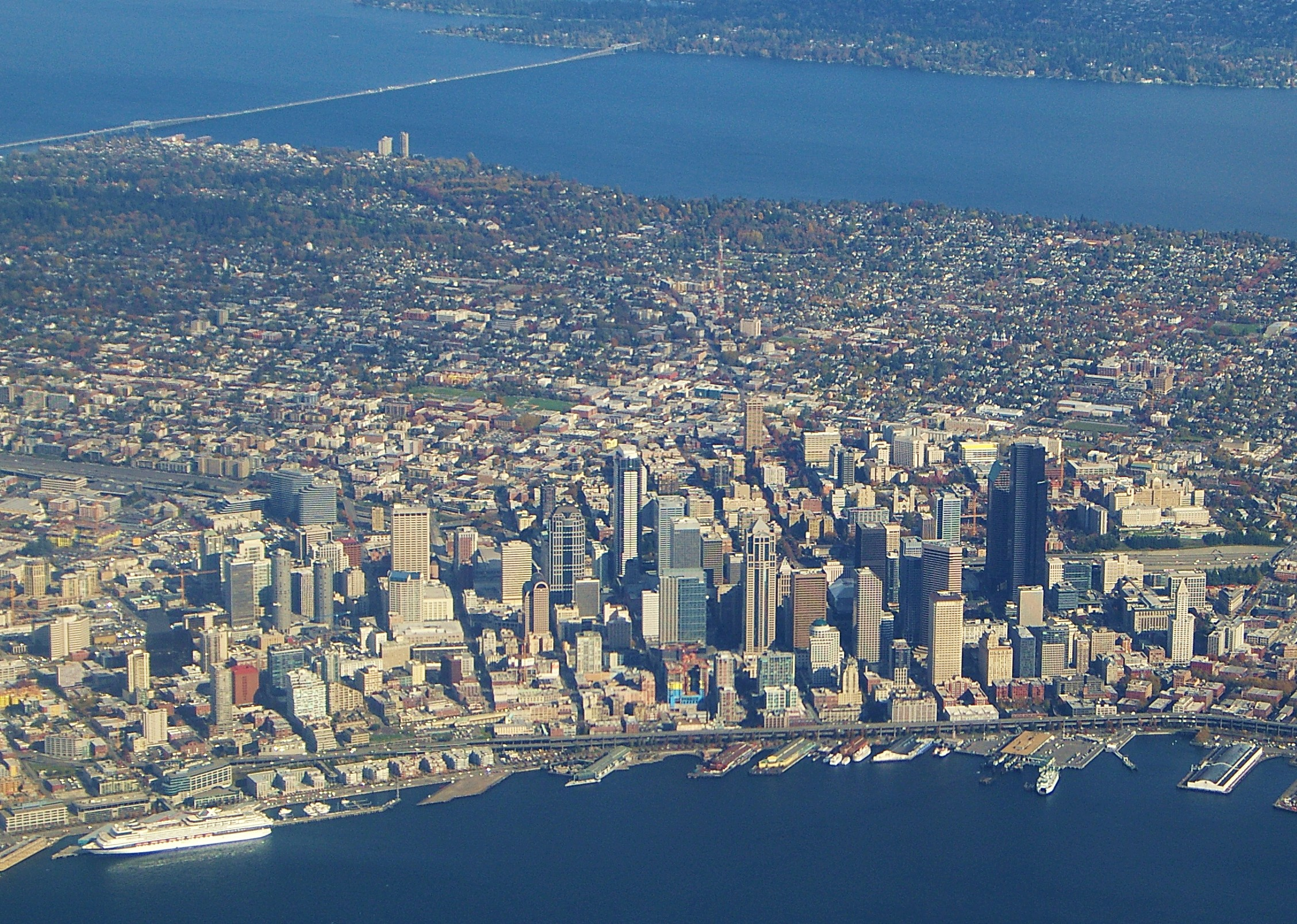
Die Kampagne beginnt und endet mit dem Kampf um Seattle

Nachdem sich die Bataillone von Sawyer und Parker, die beim Rückzug weit verstreut wurden und durch den EMP der Explosion keinen Funkkontakt mehr haben, wieder formiert haben, beginnen sie, gegen Seattle zu ziehen, um den sowjetischen Brückenkopf einzunehmen. Inzwischen ist die Volksrepublik China dem Krieg aufseiten der UdSSR beigetreten und hat eine Invasionsflotte mit Kurs auf Seattle zusammengestellt. Unter großem Zeitdruck drängen die Amerikaner die Russen zurück und greifen schließlich Seattle an. Dabei werden die russischen Streitkräfte endgültig geschlagen. Die chinesische Flotte kehrt daraufhin wieder nach Asien zurück.

## Spielprinzip

### Allgemein
Der Fokus des Spiels liegt auf taktischen Gefechten. In solchen übernimmt der Spieler die Kontrolle über eine Truppenabteilung und führt diese durch die Schlacht. Dabei verzichtet das Spiel auf das aus vielen Echtzeit-Strategiespielen bekannte Aufbauen von Stützpunkten zwecks Rekrutierung neuer Einheiten. Zu Beginn eines Gefechts fordert der Spieler so viele Einheiten an, wie es sein Anforderungsguthaben zulässt. Das Anforderungsguthaben ist ein konstanter Wert, der festlegt, wie viele Truppen der Spieler gleichzeitig befehligen kann. Verliert der Spieler eine Einheit, wird seinem Konto der Wert der entsprechenden Einheit gutgeschrieben.
Während eines Gefechts stehen dem Spieler verschiedene sogenannte taktische Hilfen zur Verfügung. Diese umfassen schlagkräftige Angriffe wie Fernbeschuss durch Artillerie, Bomberangriffe und chemische Angriffe. Die taktischen Hilfen sind mithilfe von Punkten nach ihrer Stärke sortiert. Je stärker ein Angriff ist, desto mehr Punkte braucht der Spieler. Punkte erhält der Spieler durch das Zerstören feindlicher Einheiten oder durch das Versorgen von Verbündeten.
Die Umgebung ist in die Gefechte aktiv mit eingebunden. Im offenen Gelände suchen Soldaten selbstständig Schutz hinter Bäumen, im hohen Gras oder ähnlichem. Auch kann beinahe jedes Gebäude von Infanterie-Einheiten besetzt und anschließend als Schussposition genutzt werden. Allerdings können alle begehbaren Gebäude auch von Einheiten unter Beschuss genommen und zerstört werden. Ähnlich verhält es sich mit Brücken, die zum Einsturz gebracht werden können. Außerdem stehen den Konfliktparteien strategische Punkte zur Verfügung. Dies sind zentrale Orte auf dem Schlachtfeld, die von Bodeneinheiten eingenommen und mit Geschützstellungen befestigt werden können.
Das Head-up-Display (HUD) umfasst ein Befehlsfeld mit Buttons für Angriffs- und Bewegungsbefehle, eine skalierbare Minikarte des Schlachtfelds und zwei Anforderungsmenüs, eins für Einheiten und eins für taktische Hilfen. Diese Menüs sind standardmäßig eingeklappt, sodass das HUD im Vergleich zu anderen Strategiespielen kompakt ausfällt. Zur Betrachtung des Schlachtfeldes steht dem Spieler eine komplett frei bewegliche Kamera zur Verfügung. In Mehrspieler-Partien kann der Spieler auf eine Chat-Funktion zur Kommunikation mit den Mitspielern zurückgreifen.

### Einzelspieler-Modus
Das Herz des Einzelspieler-Modus World in Conflict ist die Kampagne. Sie besteht aus 14 umfangreichen Missionen, die in Form von taktischen Gefechten ablaufen. Eine Mission setzt sich aus primären und sekundären Missionszielen zusammen. Die primären Missionsziele sind entscheidend für den Sieg, während die sekundären dem Spieler zusätzliche Hilfen wie Verstärkung oder Luftschläge geben. Die Handlung der Kampagne wird durch Zwischensequenzen und durch Dialoge während des Gefechts erzählt. Für seinen Fortschritt in der Kampagne erhält der Spieler zahlreiche Medaillen, jedoch haben diese keinen spielerischen Nutzen.

### Mehrspieler-Modus
Im Mehrspieler-Modus können bis zu 16 Spieler in einzelnen Gefechten gegeneinander antreten. Als Schlachtorte stehen ihnen dabei die aus der Kampagne bekannten Karten sowie selbst erstellte zur Verfügung. Die Einsätze sind zeitlich begrenzt, wobei die Dauer vor Beginn einer Partie einstellbar ist.
Zu Beginn einer Partie wählen die Spieler eine Fraktion aus. Verfügbar sind dabei die drei aus der Kampagne bekannten: die USA, die NATO und die UdSSR. Anschließend wählen sie aus, welche Art von Streitkräften sie befehligen wollen. Danach beginnt das Gefecht. Die Einsatzziele hängen dabei von dem gewählten Gefechtstyp ab. An jede Karte ist ein bestimmter Gefechtstyp gebunden.
Im Vorherrschaftsmodus (engl.: Domination) geht es darum, möglichst viele strategische Punkte zu erobern und zu halten. Das aktuelle Machtgleichgewicht wird durch die Domination Bar, einen Balken, der das Stärkeverhältnis beider Fraktionen angibt, gezeigt. Zu Beginn einer Partie ist das Kräfteverhältnis ausgeglichen, beide Fraktionen besitzen den gleichen Anteil an der Domination Bar. Besitzt eine Fraktion mehr strategische Punkte als der Gegner, so wächst ihr Anteil an der Domination Bar. Sobald eine Fraktion die gesamte Domination Bar kontrolliert, hat sie gewonnen. Läuft das Zeitlimit vorher ab, gewinnt die Fraktion, die den größeren Anteil an der Domination Bar besitzt.
Der Angriffsmodus (engl.: Assault) wird in zwei Runden gespielt. Eine Fraktion übernimmt zunächst die Rolle des Verteidigers, die andere die des Angreifers. Die Angreifer versuchen, möglichst viele Kommandoposten einzunehmen, die Verteidiger versuchen, dies zu verhindern. Die Kommandoposten werden durch Eroberung nacheinander freigeschaltet. In der zweiten Runde werden die Rollen vertauscht und die Verteidiger versuchen nun die Kommandoposten, die der Angreifer erobern konnte, wieder einzunehmen. Es gewinnt die Fraktion, die in beiden Runden die meisten Kommandoposten kontrollieren konnte.
Beim Tauziehen (engl.: Tug of War) kämpfen die Fraktionen um eine Front, die durch mehrere in Reihe platzierte strategische Punkte dargestellt wird. Das Ziel beider Fraktionen ist, die Front zum Gegner zu drängen. Dies geschieht durch das Erobern aller Punkte der Front. Der Eroberer verschiebt dadurch die Front in Richtung des gegnerischen Lagers. Die Partie wird von der Fraktion gewonnen, die die Front zum gegnerischen Lager gedrückt hat. Geschieht dies bis zum Ablauf der Zeit nicht, so gewinnt das Team, dessen Basis von der Kriegsfront am weitesten entfernt ist.
Um den Mehrspieler-Modus von World in Conflict nutzen zu können, musste der Spieler zunächst einen Account im Massgate-System, einer vom Entwickler Massive entwickelten Onlineplattform, erstellen. Massgate ermöglichte es dem Spieler, bei einem laufenden Spiel beizutreten oder ein neues Spiel zu beginnen. Es konnten bis zu 16 Spieler, acht pro Team, an einer Sitzung teilnehmen. Ubisoft stellte allerdings zum 15. Dezember 2015 den Massgate-Dienst ein. Kurze Zeit später stellte jedoch Ubisoft den Dienst inklusive CD-Keys für das Grundspiel unter GPL-Lizenz auf GitHub zur Verfügung und ermöglichte so eine Fortführung des Spiels durch die Spielergemeinschaft. Diese entwickelte einen Patch für das Spiel und richtete ein neues Mehrspielerportal ein, das Onlinespiele wieder ermöglichte und schrittweise die früheren Funktionen von Massgate wiederherstellte. Falls die Maximalzahl an Spielern nicht erreicht ist, ist es möglich weitere computergesteuerte Gegner am Spiel teilnehmen zu lassen. Hierdurch ist es möglich, den Mehrspieler-Modus allein gegen Computergegner zu bestreiten.

## Einheiten

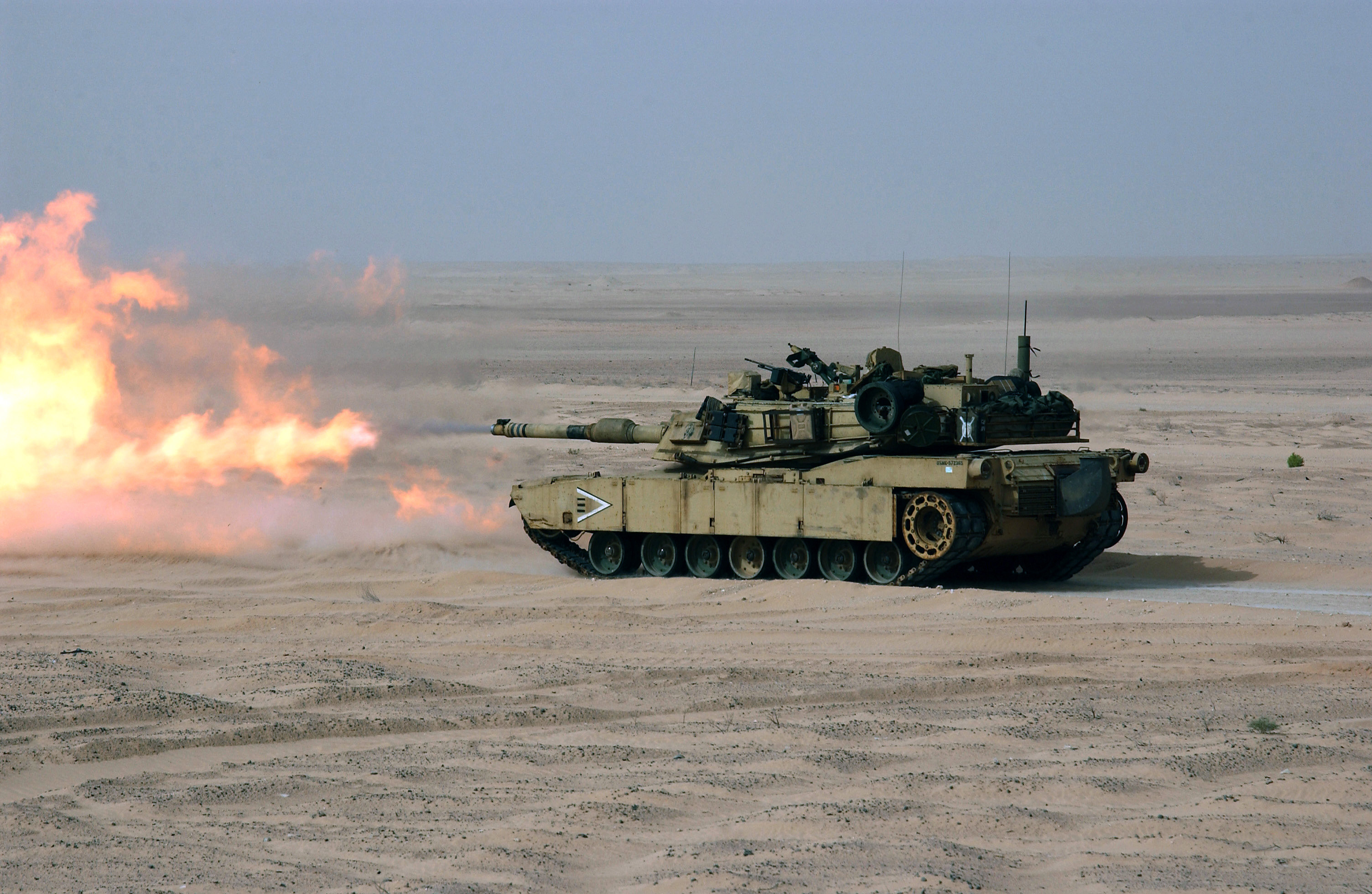
Der M1-A1 Abrams ist eines der stärksten Fahrzeuge im Spiel

Die Einheiten in World in Conflict sind in vier verschiedene Klassen unterteilt und folgen dem Stein-Schere-Papier-Prinzip. Während eines Gefechts können Einheiten an bestimmten Landezonen eingeflogen werden, sofern der Spieler über genügend Anforderungspunkte verfügt. Die Unterschiede zwischen den Fraktionen fallen in der Einheitenauswahl gering aus. Jeder Partei stehen die gleichen Klassen und Truppentypen zur Verfügung, lediglich die Modelle und Uniformen unterscheiden sich.
Die erste Einheitenklasse stellen die Panzertruppen dar. Sie verfügen über eine starke Panzerung, besitzen eine große Feuerreichweite und große Angriffskraft. Im Gegenzug sind sie langsam und sehr anfällig gegenüber Luftangriffen und Raketenschützen.
Infanteristen zählen zu den vielseitigsten Truppentypen. Zum einen können sie gut die Umgebung zu ihrem Vorteil nutzen und sich z. B. in Wäldern oder Gebäuden verschanzen. Zum anderen verfügen sie über ein vielfältiges Waffenarsenal, darunter Maschinengewehre, Raketenwerfer und Scharfschützengewehre. Ferner sind sie in der Lage, Sprengfallen zu errichten. Allerdings ist die Infanterie sehr verwundbar, gerade im offenen Gelände.
Lufteinheiten sind schnell und im Falle des schweren Kampfhubschraubers enorm kampfstark. Sie eignen sich sowohl zur Unterstützung eigener Truppen durch Aufklärung und Transport als auch für den Luft-Boden-Kampf.
Unterstützungsfahrzeuge umfassen Fahrzeuge, die am Kampf nur in spezialisierter Weise teilnehmen können, etwa Flakpanzer und Raketenwerfer. Diese Fahrzeuge sind gut dafür geeignet, Bodentruppen zu unterstützen, jedoch auf sich allein gestellt beinahe wehrlos.
Die Einheiten sind nach Truppentypen, z. B. schwere Panzer oder Helikopter, gegliedert. Jeder Truppentyp verfügt über bis zu zwei Spezialwaffen, eine offensive und eine defensive. Offensive umfassen Raketen mit besonderen Sprengköpfen oder Schnellfeuergewehre. Zu den defensiven Waffen zählen Rauchgranaten und Täuschkörper.
| Übersicht über alle Fahrzeuge |                                 |                   |                   |                 |
| Rolle                         | Truppentyp                      | USA               | NATO              | UdSSR           |
| Panzertruppen                 | Leichte Panzer                  | M551A1 Sheridan   | FV101 Scorpion    | PT-76           |
| Panzertruppen                 | Mittelschwere Panzer            | M60               | Chieftain Mk 5    | T-62            |
| Panzertruppen                 | Schwere Panzer                  | M1A1 Abrams       | Leopard 2A4       | T-80 U          |
| Panzertruppen                 | Transportwagen                  | M2A2 Bradley      | FV510 Warrior     | BMP-2           |
| Panzertruppen                 | Amphibientransporter            | AAVP7A1           | Luchs             | BTR-80          |
| Lufteinheiten                 | Mittelschwere Kampfhubschrauber | AH-1W Super Cobra | Sa-341 Gazelle    | Mi-28 Havoc     |
| Lufteinheiten                 | Schwere Kampfhubschrauber       | AH-64A Apache     | A129 Mangusta     | Mi-24V HIND     |
| Lufteinheiten                 | Spähhubschrauber                | OH-6A Cayuse      | BO-105 PAH-1      | Ka-25 Hormone   |
| Lufteinheiten                 | Transporthubschrauber           | UH-60 Black Hawk  | AS 332 Super Puma | Mi-8 HIP        |
| Infanterie                    | Truppentransporter              | HMMWV             | D-90              | UAZ-469         |
| Infanterie                    | Transport-LKW                   | M939              | TRM 4000          | Ural-4320       |
| Unterstützung                 | Mittelschwere Flak              | M163 VAS          | Gepard            | ZSU-23-4 Shilka |
| Unterstützung                 | Schwere Flak                    | M730A2            | Roland            | SA-13 Gopher    |
| Unterstützung                 | Mittelschwere Artillerie        | M125              | FV 432            | 2S1 Gvozdika    |
| Unterstützung                 | Schwere Artillerie              | M270 MLRS         | LARS 110 SF2      | 2S7 Pion        |
| Unterstützung                 | Reparaturpanzer                 | M88 A1 ARV        | Chieftain AAVR    | VT-55           |

## Entwicklungsgeschichte

### Entwicklung

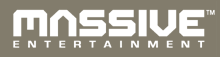
Logo von Massive Entertainment

Erste Konzepte zu World in Conflict entstanden im Jahr 2004 in einer Arbeitsgruppe bei Massive Entertainment. Zu diesem Zeitpunkt waren bei dem Studio mehrere Titel in der Entwurfsphase. World in Conflict wies zwei Besonderheiten auf. Zum einen war dies die beinahe vollständige Zerstörbarkeit der Umgebung im Kampf. Zum anderen war das grobe Spielprinzip für ein Strategiespiel als außergewöhnlich actionreich konzipiert. Daher beschloss Massive, die Entwicklung des Spiels weiter voranzutreiben.
World in Conflict wurde am 5. April 2006 von Sierra Entertainment erstmals offiziell angekündigt. Als Besonderheiten nannte die Firma ein frisches Szenario aus dem Kalten Krieg, ein actionreiches Spielkonzept und eine komplett frei bewegliche Kamera. Darüber hinaus sollte das Spielprinzip stark teamorientiert sein und einfache Kommunikationsmöglichkeiten während des Spiels bieten. Im Vorfeld der amerikanischen Spielemesse E3 2006 zeigten die Entwickler erste Bilder und Spielsequenzen.
Die erste größere Messe-Präsentation erfolgte auf der E3 in Los Angeles, bei der die Entwickler in einigen Mehrspieler-Partien die wesentlichen Elemente des Spiels vorstellten. Als voraussichtliches Veröffentlichungsdatum gaben die Entwickler einen Monat später den September des Jahres 2007 an. Im August 2007 folgte eine Demo-Version, die ein Tutorial, eine Einzelspieler-Karte und einen Teil des Mehrspieler-Modus beinhaltete.
Im Verlauf der Entwicklung vergrößerte sich das Team der Entwickler von anfänglichen 15 auf knapp 100. Bei der Gestaltung des Spiels besaßen die Entwickler nach eigenen Angaben große Freiheiten. Lediglich einmal übte Vivendi, der Eigentümer von Sierra, Kritik in Bezug auf den Mehrspieler-Part, der zu diesem Zeitpunkt den Hauptteil des Spiels ausmachte. Daher begannen die Entwickler eine komplexe Kampagne zu implementieren, wozu der Autor und Spiele-Designer Larry Bond angeworben wurde. Als Inspirationsquelle nannten die Autoren den Film Die rote Flut. Die Kampagne sollte laut den Entwicklern ein plausibles Kriegs-Szenario erklären und einige zentrale Charaktere eng einbinden. Als geschätzte Spieldauer gab der leitende Designer Nicklas Cederstrom in einem Interview für die Kampagne 15 bis 25 Stunden an. Die Rolle des Erzählers wurde im englischen Original von Alec Baldwin übernommen.
In technischer Hinsicht greift World in Conflict auf damals fortschrittliche Grafiklösungen zurück, z. B. die Havok-Software, mit deren Hilfe zahlreiche reale Physik-Effekte berechnet werden können, oder die SpeedTree-Technik, die die realitätsnahe Darstellung von Wäldern erlaubt. Einen weiteren zentralen Part der Technologie-Entwicklung stellte das Schaffen der Grundlagen für den Mehrspieler-Modus dar. Dazu zählte beispielsweise die Kommunikations-Plattform Massgate, die eine einfache Organisation von Mehrspieler-Gefechten ermöglichte.
Als Spiel-Engine kommt die Masstech-Engine aus Ground Control zum Einsatz. Sie ist auf zwei Sachen spezialisiert. Zum einen ist sie in der Lage, gleichzeitig viele Einheiten und Gebäude auf dem Schlachtfeld darzustellen. Zum anderen verfügt sie über ein umfangreiches und leistungsstarkes Beleuchtungssystem. Die Engine unterstützt sowohl DirectX 9 als auch DirectX 10, wobei letzteres verbesserte Natur- und Partikeleffekte erlaubt. Außerdem ist sie in der Lage, Mehrkernsysteme effektiv anzusprechen.

### Veröffentlichung
World in Conflict erschien am 18. September 2007 in Nordamerika, drei Tage später in Europa und am 30. auch in Australien. Ursprünglich waren zwei Versionen geplant, eine für Windows und eine für die Xbox 360. Letztere sollte im November 2007 erscheinen. Sie kam allerdings nicht auf den Markt, da für Sierra zunächst die Entwicklung des Add-ons Priorität besaß.
Vorbesteller erhielten bereits einen früheren Zugriff auf eine Beta-Version des Spiels sowie auf eine DVD mit Zusätzen, etwa weitere Karten und Material des History Channel. Zusätzlich erschien eine Sammler-Edition unter dem Namen World in Conflict: Collector's Edition. Diese umfasste Beigaben wie Flaggen der USA und der UdSSR und Reste der Berliner Mauer.
Ein paar Monate nach der Veröffentlichung des Spiels gaben die Entwickler umfangreiche Mod-Tools heraus, mit deren Hilfe anschließend einige Modprojekte entstanden sind. Im Mai 2008 veranstaltete Sierra einen Wettbewerb, bei dem es darum ging, möglichst gute Mehrspieler-Karten zu entwickeln.

Logo der ESL

Die Originalversion erhielt in Deutschland von der USK eine Einstufung als für Jugendliche ungeeignet. Kritikpunkte waren einige taktische Hilfen, etwa die Atombombe, der Gasangriff und der Napalmschlag, die daraufhin umbenannt und mit anderen visuellen Effekten versehen wurden. Diese gekürzte Version wurde ab 16 Jahren freigegeben. Die Originalversion erschien in Deutschland ebenfalls auf dem Markt, allerdings mit einer USK-18-Einstufung.
Bereits während des Entwicklungsprozesses war das Spiel als Betaversion in der Electronic Sports League, einer Liga für E-Sport (abgekürzt ESL) vertreten. Nach der Veröffentlichung wurden mehrere Spiel-Turniere ausgetragen, bei denen insgesamt Preise in Wert von etwa 20.000 € sowie separate Auszeichnungen von Massive und Sierra ausgestellt wurden.

### Verkauf von Massive
Nach der Veröffentlichung von World in Conflict begann Massive Entertainment mit der Arbeit an einem Add-on. 2007 fusionierten jedoch die beiden Konzerne Vivendi Universal und Activision Blizzard. Dadurch erfolgten größere Umstrukturierungen in beiden Firmen, in deren Rahmen Sierra Entertainment aufgelöst wurde. Infolgedessen wurde das Studio Massive zum Verkauf angeboten. Ubisoft erwarb das Studio und ließ die Arbeit an dem Add-on fortsetzen. Allerdings wurde der ursprünglich geplante Umfang der Erweiterung reduziert.

## Rezeption

### Rezensionen
World in Conflict wurde von der Fachpresse außergewöhnlich positiv aufgenommen. Es erzielte bei GameRankings und Metacritic eine Metawertung von 89 %. Kritiker lobten den unkomplizierten Aufbau des Spiels, die für ein Strategiespiel teilweise ungewöhnlichen Spielprinzipien sowie die hohe Grafikqualität.
Dan Adams vom Online-Magazin IGN vergab mit 9,3 von 10 Punkten eine sehr hohe Wertung. Er lobte das Spiel in jeder Hinsicht. So sei das Spielkonzept sehr action- und abwechslungsreich. Ferner lobte er, dass sowohl der Einzelspieler- als auch der Mehrspieler-Modus gut in das Spiel integriert seien und keine deutlichen Schwächen aufweisen. Insbesondere der Mehrspieler-Modus überzeugte durch seine Möglichkeiten bei der Verwaltung von Partien. Auch unter technischen Gesichtspunkten schnitt das Spiel gut ab. Die Grafiken, die Zwischensequenzen und der Ton seien herausragend. Kritik übte der Autor am Schwierigkeitsgrad des Spiels, der für erfahrene Strategiespieler zu gering sei. Das Magazin vergab zwei Auszeichnungen als Best Strategy Game des Jahres 2007, eine nur in Bezug auf unmittelbare Windows-Konkurrenz und eine plattformübergreifende. Außerdem erhielt es einen Editors'-Choice-Award.
Jason Ocampo von GameSpot bewertete das Spiel ähnlich positiv und bezeichnete es als Meisterwerk des Studios. Er lobte die Gestaltung der Umgebung, die dem Spieler sowohl außergewöhnlich viele taktische Möglichkeiten bietet, als auch durch ihre beinahe komplette Zerstörbarkeit sehr realistisch wirke. Die Kampagne sei von hoher Qualität, auch wenn die Handlung weit hergeholt scheine. Das Herzstück des Spiels sei aber klar der Mehrspieler-Modus. In diesem sei es nicht nur vergleichsweise einfach, Mitspieler zu suchen und Partien zu eröffnen, er sei auch durchweg gut geplant und umgesetzt. Auch GameSpot verlieh dem Spiel eine Auszeichnung als Best Strategy Game 2007.
Auch die Redaktion der deutschen Zeitschrift PC Games schloss sich den positiven Kritiken an. Sie lobte das teamorientierte und flüssige Spielkonzept, das für Einsteiger leicht zugänglich sei. Allerdings seien die drei Spielmodi etwas zu ähnlich geraten. Die optische Präsentation sei sehr ansprechend gelungen, was allerdings sehr auf Kosten der Hardware gehe. Als weiteren Mangel führen die Autoren an, dass die Kartengröße sich nicht der Spieleranzahl anpasst. So seien manche Karten für wenige Spieler zu groß, manche dafür bei zu vielen Spielern deutlich zu eng.
Daniel Matschijewsky vom Magazin GameStar bezeichnete die Kampagne als sehr gut gelungen, als abwechslungsreich und als eindrucksvoll inszeniert. Trotz ihrer Kürze und ihrem Fokus auf die amerikanische Perspektive sei sie packend erzählt, was auch an der starken Synchronisation liege. Auch in übrigen Disziplinen sei es überzeugend und weise nur kleinere Mängel, z. B. zu leblos gestaltete Karten auf.
Bei GameSpy erhielt das Spiel die Maximalwertung von fünf Sternen. Der Autor Allen Rausch lobte das Spiel in jeder Hinsicht und bezeichnete es als einen Triumph für das Studio. Kritik übte er allerdings am Mehrspieler-Modus, bei dem der Erfolg zu stark von der Gesamtleistung des Teams als von der Einzelleistung des Spielers abhänge. Allerdings sei der Modus dennoch innovativ und fesselnd. Auch die übrigen Bereiche des Spiels seien alle auf sehr hohem Niveau.
Geoff Hunt vom Online-Magazin Game Revolution sah das Spiel kritischer und vergab eine mittelmäßige Wertung. Als zentrale Schwäche des Spiels nannte er das Konzept der Schlachten. Dieses sei schlecht ausbalanciert, da die taktischen Hilfen zu übermächtig und viele Einheitentypen, etwa Infanterie, zu verwundbar seien. Ein weiteres Problem der Einheiten sei, dass sie sich fraktionsübergreifend zu sehr ähneln und es dadurch kaum Variation zwischen den Parteien gebe. Dadurch sei World in Conflict im Vergleich mit anderen Strategiespielen wie Company of Heroes spielerisch eintönig gestaltet. So sieht der Autor als einzige Stärken des Spiels die gute Grafikleistung und den interessanten und gut erzählten Handlungsstrang.

### Auszeichnungen
Von führenden Spielemagazinen erhielt World in Conflict zahlreiche Editors'-Choice-Awards, Preise die von einzelnen Testern nach dem Review vergeben werden. Außerdem wurde es mit einem Game Critics Award in der Kategorie des besten Strategiespiels ausgezeichnet. Die Seite GameTrailers prämierte das Spiel darüber hinaus als Best Strategy Game Of E3. Andere Seiten, etwa GameSpot oder Eurogamer, vergaben eine ähnliche Auszeichnung. Die folgende Tabelle gibt einen Überblick über die bedeutendsten Auszeichnungen des Spiels.
| Nominierungen und Auszeichnungen   |                                  |           |                   |
| Preisverleihung                    | Kategorie                        | Resultat  | Datum             |
| Game Critics Awards                | Best Strategy Game               | Gewonnen  | 13. Juli 2007     |
| PC Best Of E3 2007                 | Best Strategy Game               | Gewonnen  | 20. Juli 2007     |
| Best Of E3 2007                    | Best Strategy Game               | Gewonnen  | 18. Juli 2007     |
| Best Of E3 2007                    | Best Strategy Game               | Gewonnen  | 2007              |
| Best Of E3 2007                    | Best Strategy Game               | Gewonnen  | 1. August 2007    |
| British Academy Video Games Awards | Multiplayer                      | Nominiert | Oktober 2007      |
| British Academy Video Games Awards | Strategy and Simulation          | Nominiert | Oktober 2007      |
| Satellite Awards                   | Outstanding Puzzle/Strategy Game | Nominiert | 16. Dezember 2007 |

### Verkäufe
In der ersten Verkaufswoche gelangte das Spiel an die Spitze der weltweiten Verkaufscharts für PC-Spiele. Vor allem in Nordamerika, Australien und Deutschland dominierte es die Ranglisten. In den übrigen Verkaufsregionen war es immerhin regelmäßig unter den Top 3 vertreten. Verkaufszahlen gab Sierra Entertainment nicht bekannt. Laut einer Aussage des Vorsitzenden von Sierra, Martin Tremblay, erfreue sich das Spiel allerdings großer Beliebtheit.

“Sierra Entertainment is extremely proud that the World in Conflict video game is realizing the level of success that can be expected from a game of such high quality. We see the World in Conflict audience continually expanding as PC players read the stunning reviews, hear about the game from their friends or try the multiplayer demo, and in turn, discover what this new 'action-strategy' gameplay is all about”

„Sierra Entertainment ist sehr stolz, dass World in Conflict den Erfolg hat, der von einem Spiel von solch hoher Qualität zu erwarten ist. Das Spielpublikum wächst kontinuierlich, da Spieler die erstaunten Testberichte lesen, von Freunden vom Spiel erfahren oder die Mehrspieler-Demo ausprobieren und dabei entdecken, worum es bei diesem Action-Strategie-Konzept geht.“

## ErweiterungSoviet Assault

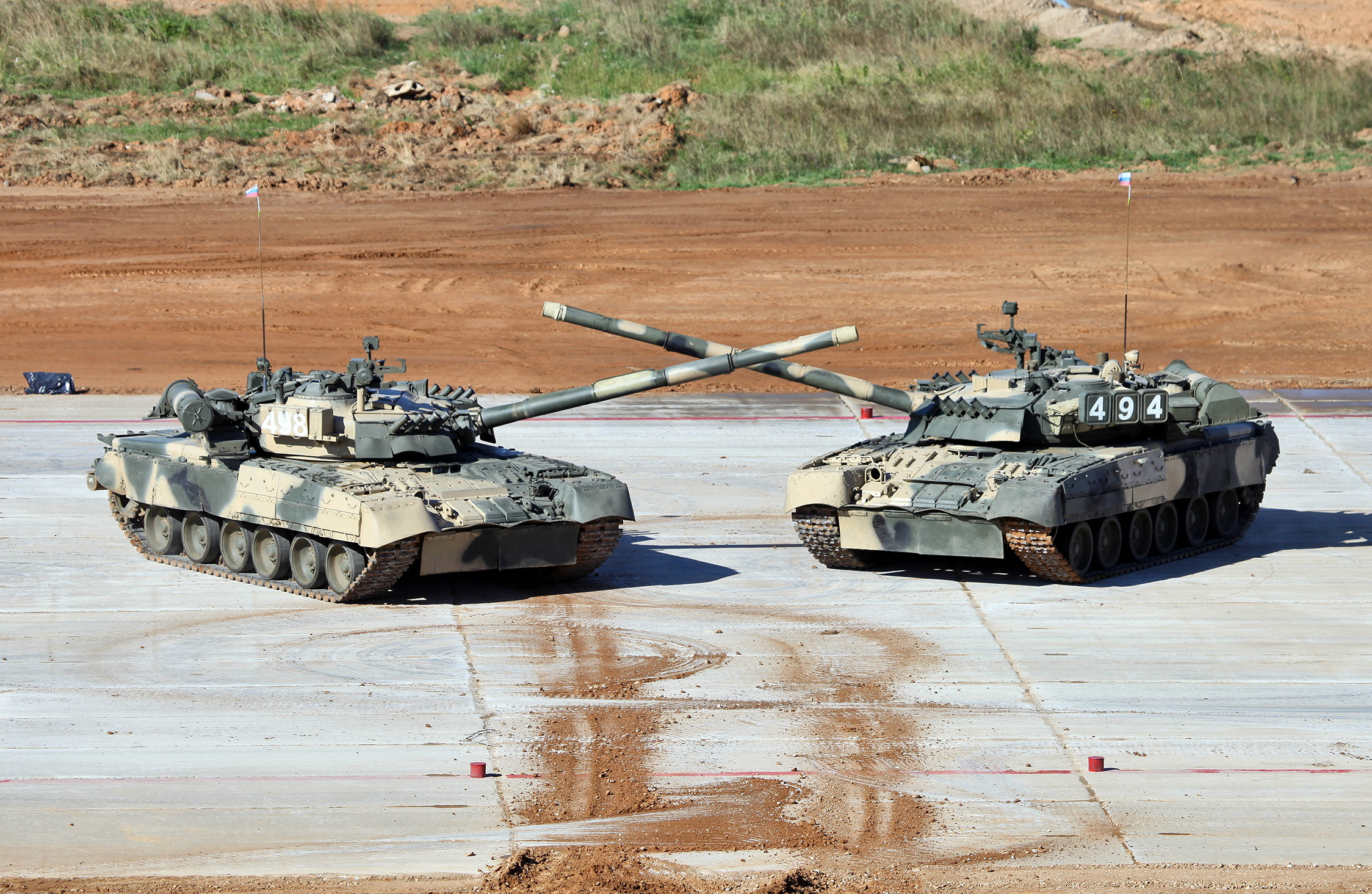
Eine sowjetische Einheit steht im Zentrum des Add-ons

Der Publisher Ubisoft veröffentlichte am 12. März 2009 die erste und einzige offizielle Erweiterung für World in Conflict mit dem Titel World in Conflict: Soviet Assault.
In Soviet Assault wird die aus dem Hauptspiel bekannte Kampagne aus Sicht der Sowjet-Streitkräfte erzählt. Sie beginnt mit dem Angriff der Roten Armee auf Westberlin und umfasst fünf weitere Missionen aus späteren Phasen des Kriegs. An den Spielmechaniken wurden keine Änderungen vorgenommen.
Soviet Assault sollte ursprünglich 2008 bei Sierra erscheinen. Durch die Fusion von Vivendi und Activision Blizzard kam es allerdings zu einigen Unregelmäßigkeiten bei der Entwicklung, die zur Verzögerung des Projekts und zu einigen Kürzungen in dessen Umfang führten. Beispielsweise waren anfänglich neben der Windows-Version Umsetzungen für die PlayStation 3 sowie erneut für die Xbox 360 in Planung, die jedoch nicht weiter verfolgt wurden.
Soviet Assault erschien im Einzelhandel und als Download. Später wurde eine Complete Edition veröffentlicht, welche neben dem Add-on auch das Hauptspiel beinhaltet. Die Besonderheit dieser Edition ist, dass die Sowjet- und die aus dem Hauptspiel bekannte US-Kampagne miteinander verflochten sind, sodass der Spieler hin und wieder im Verlauf der Missionen zwischen amerikanischer und russischer Perspektive wechselt.
Die Kritiken für das Erweiterungspaket fielen schwächer aus, Metacritic berechnete eine Metawertung von 72 %. Viele Autoren, etwa von GameSpot, IGN oder GameSpy bemängelten, dass die Erweiterungen einen zu geringen Umfang aufweise.